# Абраам Ереванци
Абраа́м Ереванци́ (арм. Աբրահամ Երևանցի) — армянский историк XVIII века
О жизни Абраама известно мало. Был сыном Ованеса, жил в Ереване, в центре персидской военной обороны в Восточной Армении. Стиль почерка и простой язык указывают, что он не был представителем духовенства или дворян. Знание европейской военной терминологии, подробное описание военных действии дают некоторые основания предполагать, что Абраам Ереванци был либо солдатом, либо опытным торговцем, содействовавшим армии.
Описывает события времён Надир-шаха — завоевание афганцами Исфахана и падение государства Сефевидов, войны 1725—1736 годов между Османской империей и Персией. Как очевидец описал оборону армянами Еревана и взятие его османскими войсками в 1724 году. В целом повествование начинается с падения династии Сефевидов и заканчивается завоеванием Кандагара в 1738 году, является ценным источником для изучения истории Закавказья и Ирана. Оригинальное заглавие — «История персидского царя», позже был назван «История войн 1721—1736».
Единственная рукопись хранится в Венеции у Мхитаристов. Впервые книга была издана на армянском языке в 1938 году, на русском — в 1939 году.